# Constantino Esteves
Constantino Esteves (Lisboa, 22 de Outubro de 1914 - Lisboa, 25 de Dezembro de 1985) foi um realizador de cinema português. 
Frequentou a Faculdade de Letras da Universidade Clássica de Lisboa, antes de enveredar pelo cinema. Entrou no cinema português pela mão dos nomes fortes das décadas de trinta e quarenta como assistentes de realização deles, sendo por isso representante do que alguns chamaram a “geração dos
assistentes”.
Juntamente com Henrique Campos e Augusto Fraga foi representante do cinema popular que, na década de 1950, demonstrava uma evidente
perda de força em relação ao trabalho da primeira grande geração do cinema português nas décadas iniciais dos filmes sonoros. O seu tipo de filmes surge em contraponto ao Cinema Novo surgido em 1963.

## Filmografia
- O Comissário de Polícia (1952)
- Bodas de Oiro da Natação Portuguesa (1956)
- Barragens do Zêzere (1961)
- O Miúdo da Bica (1963)
- Nove Rapazes e um Cão (1963)
- A Última Pega (1964)
- Rapazes de Táxis (1965)
- Sarilho de Fraldas (1966)
- O Amor Desceu em Pára-Quedas (1968)
- O Diabo era Outro (1969)
- Derrapagem (1974)

## Ligação exterior
- [Perfil no IMDB http://www.imdb.com/name/nm0261706/]